# Live Music Hall
Live Music Hall（ライブ・ミュージック・ホール、略称：LMH）は、ドイツ西部の都市ケルンにあるコンサート会場、クラブである。ドイツ国内のアーティストのライブやDJイベントだけでなく、海外アーティストのヨーロッパ・ツアー等にも利用される。

## 概要
ケルン・エーレンフェルト地区の旧工業地帯に立地し、かつてはボッシュの工場だった。1990年に多目的ホールへと改築され、当時中規模のホールが存在しなかったケルンの貴重な音楽会場となった。構造上の理由により天井部に取り残された古いクレーンに、工場だった当時の面影を見ることができる。今日、Live Music Hallは同地区の他の工場と同様に産業遺産に認定されている。
2012年11月、メタルコアバンドCallejonのライブ中に天井の一部が崩落し、数人が軽傷を負ったため、一時的に閉鎖されていた。
日本のアーティストではthe GazettE、アンティック-珈琲店-、MIYAVI、DIR EN GREY、BABYMETALらが公演を行っている。

## アクセス
- ドイツ鉄道　RE、RB、Sバーン
  - ケルン＝エーレンフェルト駅（Köln-Ehrenfeld）より徒歩10分
- シュタットバーン・ケルン 3, 4, 13番線
  - フェンローアー・シュトラーセ/ギュルテル駅（Venloer Straße/Gürtel）より徒歩8分。